# A-Ford Club Nederland

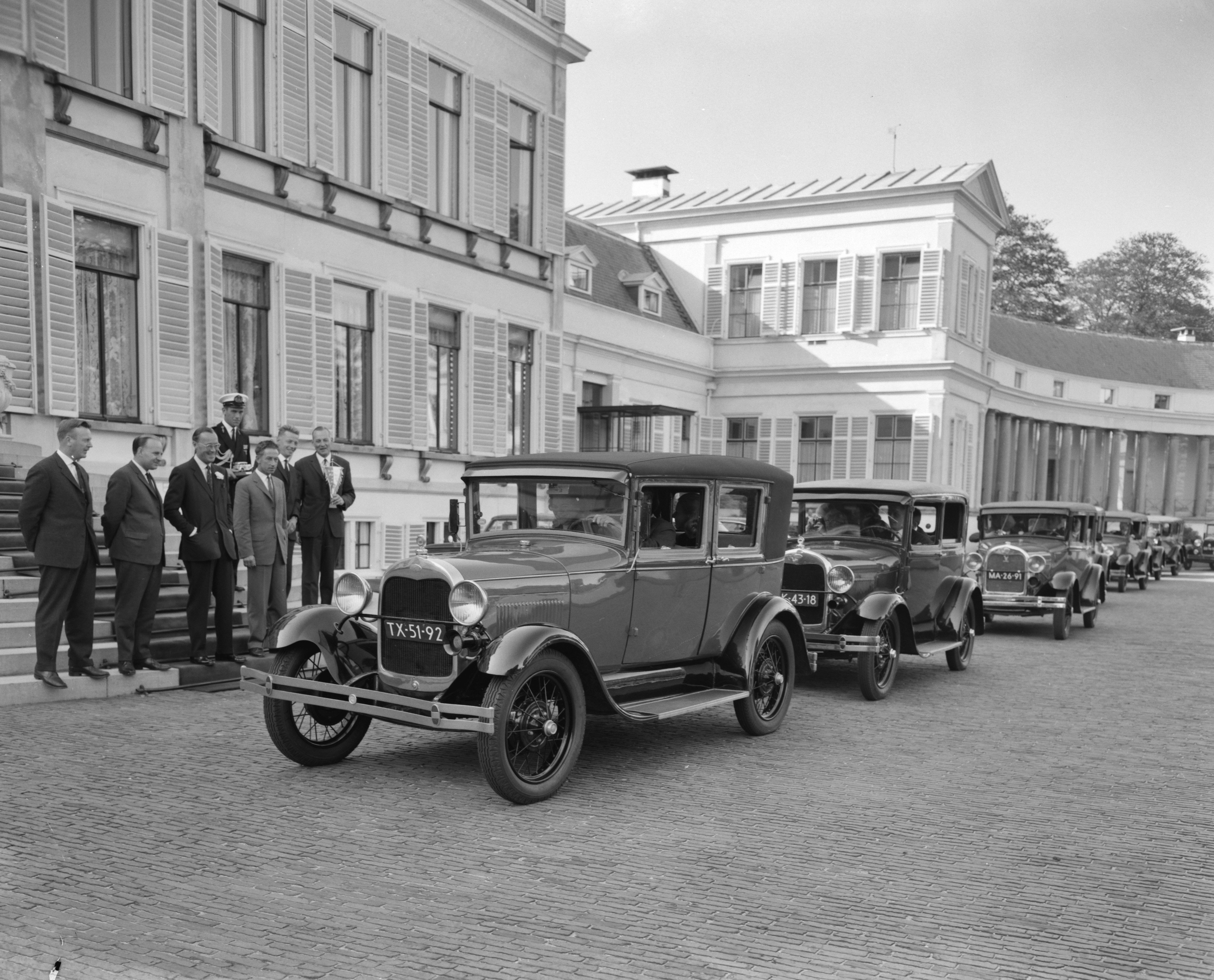
De A-Ford Club defileert in 1964 bij paleis Soestdijk voor prins Bernhard

De A-Ford Club Nederland is een Nederlandse vereniging die zich inzet voor het behoud van de Ford-modellen A (1927-1932), T (1908-1927), B (1932) en de Amerikaanse Ford V8-modellen van 1932 tot en met het bouwjaar 1948. De officiële naam waaronder de vereniging is ingeschreven in het Nederlandse handelsregister luidt: "Vereniging van Ford Model-A bezitters". De vereniging is opgericht op 13 mei 1956 en is daarmee de oudste oldtimerclub van Nederland.

## Oprichting
In januari 1956 kregen alle bezitters van een Ford model A 1928 t/m 1931 schriftelijk bericht dat een vereniging van model-A bezitters zou worden opgericht. Initiatiefnemers waren Joop van Zeijst en Jan Dirk Legger. Als doelstelling werd vermeld De vele goede exemplaren van de A-Ford die nog in ons land zijn, te bewaren, in ere te houden en zo nodig te verbeteren. Een eerste bijeenkomst werd op 13 mei 1956 gehouden, diezelfde dag werd besloten tot oprichting van de A-Ford Club Nederland. Hierna werd als eerste clubrit in Utrecht de   Pionier Automobiel Club bezocht, die daar een halve dag later was opgericht. 
Door gebrek aan beleid en het ontbreken van statuten en reglementen raakte de vereniging aan het eind van de jaren 1950 verzeild in zwaar weer. Het lukte in 1960 de organisatie en het clubblad, het A-Ford Journaal, nieuw leven in te blazen. Er werden statuten opgesteld die in 1963 werden goedgekeurd. De vereniging leidde daarna een bloeiend bestaan.

## Registers
In 2002 werd besloten tot de oprichting van twee registers binnen de A-Ford Club, het Ford Model T-register en het Early Ford V8-register. Eigenaren van de betreffende Fordmodellen konden lid worden van deze registers en werden daarmee tevens als donateur tot de A-Ford Club toegelaten. Het lidmaatschap van de vereniging bleef exclusief voorbehouden aan eigenaren van een A-Ford. De oprichting van de registers leidde tot een flinke groei van het ledenbestand, vooral omdat er voor de betreffende modellen nog geen clubs bestonden in Nederland.
Beide registers hebben een technisch coördinator, bij wie de leden terechtkunnen met vragen over hun auto's. De registers organiseren eigen activiteiten op het gebied van de betreffende modellen, zoals technische dagen en toertochten. Een hoogtepunt voor het T-Fordregister was de viering van het 100-jarig bestaan van dit model in 2008. In 2010 werd besloten ook de registerleden als volwaardig lid tot de vereniging toe te laten. Hetzelfde geldt tevens voor eigenaren van het Ford Model B (1932-1933), waarna de A-Ford Club 40 jaar Ford historie onder haar vleugels kreeg.

## Ford Model B
De Ford Model B is een Ford die in 1932 gebouwd is en voorzien van de 4-cilinder B-motor, een verbeterde versie van het A blok. Is echter in deze auto een V8 motor gemonteerd dan wordt die uitvoering aangeduid als Model 18. De Fords van 1933 en 1934 waren met zowel de 4-cilinder C-motor als met de V8 motor verkrijgbaar en werden allen Model 40 genoemd. Onder het motto "Wie A zegt moet ook B zeggen" is al eerder geprobeerd om ook een register op te richten voor de Ford Model B. Mede door het geringe aantal B-Fords in Nederland bleek hiervoor echter onvoldoende draagvlak te bestaan. De mogelijkheid tot oprichting van een Ford Model B-register staat echter nog steeds open en eigenaren van dit model worden toegelaten als lid van de vereniging. Medio 2020 zijn er bij benadering 19 B-Fords in de club, te weten 2 Cabriolets, 7 Fordors,  2 Pickups, 2 Roadsters, 2 Trucks en 4 Tudors.

## Het A-Ford Journaal
Sinds de oprichting beschikt de A-Ford Club over een eigen periodiek, het A-Ford Journaal. Het verschijnt zes maal per jaar en geeft informatie over de leden en hun auto's, clubactiviteiten, technische informatie over de tot de vereniging toegelaten Fordmodellen. Voorts bevat het allerlei wetenswaardigheden over het heden en verleden van de auto's, clubadvertenties, de fabrikant en aanverwante zaken. In het begin werd het blad uitgegeven in A4-formaat. Bijzonder is dat in de beginjaren een aantal uitgaven voorzien waren van ingeplakte echte zwart-wit foto's. Met de komst van Journaal 1962/6 werd de verschijningsvorm een boekje in het formaat A5. Dit is zo gebleven tot en met Journaal 1985/6, de 151ste editie. Vanaf 1986/1 werd het oude A4 formaat weer in ere hersteld. Dat het clubblad zowel door het bestuur als de leden als een belangrijk bindmiddel voor de vereniging wordt beschouwd blijkt wel uit het feit dat het door de jaren heen altijd trouw is verschenen. De 100ste aflevering was 1977/3. het 200ste 1994/2 en het 300ste 2010/6. Sinds 2008 wordt het Journaal gedeeltelijk in kleur gedrukt.

## Activiteiten
De belangrijkste activiteiten van de vereniging bestaan uit het organiseren van evenementen. Er worden gezamenlijk routes gereden en er zijn technische dagen. Bij het organiseren wordt zo veel mogelijk getracht landelijk te opereren. Tijdens tourritten kan de vereniging worden beschouwd als een rijdend museum. Regelmatig worden dorpskernen gevuld met de oldtimers. Technische dagen en avonden staan in het teken van kennisoverdracht. Hiermee wil de vereniging de leden van dienst zijn bij het restaureren, repareren en onderhouden van hun oldtimers. Men wil voorkomen dat technische kennis en reparatiemethodieken met betrekking tot de auto's verloren gaat.

## Jubileum
In 2016 telde de vereniging een kleine 700 leden en donateurs. In dat jaar vierde de A-Ford Club haar 60-jarig bestaan. Het jubileumfeest vond plaats in en bij het Princess Hotel in Beekbergen. Diverse leden en bestuursleden van het eerste uur waren daarbij aanwezig. Een hoogtepunt was een toertocht door het gebied van de stedendriehoek Apeldoorn, Zutphen en Deventer, waaraan meer dan 100 clubwagens deelnamen.